# Akureyrarkaupstaður
Akureyrarkaupstaður is een gemeente in het noorden van IJsland in de regio Norðurland eystra. De gemeente telt 16.736 inwoners en is daarmee op inwoneraantal de op drie na grootste gemeente van IJsland. De grootste plaats in de gemeente is Akureyri, een andere plaats is Hrísey.
Akureyrarkaupstaður · Norðurþing · Fjallabyggð · Dalvíkurbyggð · Eyjafjarðarsveit · Hörgársveit · Svalbarðsstrandarhreppur · Grýtubakkahreppur · Skútustaðahreppur · Tjörneshreppur · Þingeyjarsveit · Svalbarðshreppur · Langanesbyggð